# I Feel It Coming
«I Feel It Coming» — пісня канадського співака The Weeknd за участю французького електронного дуету Daft Punk із його третього студійного альбому Starboy (2016). Він був написаний тріо разом з Доком Мак-Кінні, Сіркутом і Еріком Чедевілем, продюсерами якого були Daft Punk, а The Weeknd, Мак-Кінні та Сіркут виступили співпродюсерами. Пісня була випущена для цифрового завантаження 18 листопада 2016 року разом із «Party Monster» як рекламні сингли. Вперше він був надісланий на британське сучасне хіт-радіо 24 листопада 2016 року, а на американському ритмічному сучасному радіо — 6 грудня 2016 року через XO та Republic Records, ставши другим синглом альбому після їхньої попередньої співпраці «Starboy». Її було названо піснею року на BMI R&amp;B/Hip Hop Awards 2018.

## Історія створення
Пісня написана в тональності Мі ♭ мажор з темпом 93 удари на хвилину. Він слідує за прогресією акордів Gm7/Cm7/A♭(add9)/E♭.
В інтерв'ю із Зейном Лоу для Beats 1 Radio The Weeknd заявив, що він і учасник Daft Punk Гі-Мануель де Омем-Крісто були спільними друзями задовго до запису Starboy. Коли він відвідав студію звукозапису в Парижі (Франція), Daft Punk подарував The Weeknd чернетку інструментальної композиції «I Feel It Coming». Він стверджує, що написав текст за годину.
Додаткове виробництво було зроблено Doc McKinney та Cirkut.

## Оцінка критиків
Пісня отримала схвальні відгуки критиків. Сем Вольфсон з The Guardian назвав пісню «Треком тижня»: «Два найбільших у світі прихильники звучання, наче 70-ті ніколи не закінчувалися, об'єднали зусилля з піснею, яка звучить як жахливий шок — як Майкл Джексон, який співає під біт Shalamar. Ймовірно, тут немає жодної оригінальної ідеї, але це не має значення, тому що виконання настільки вражаюче, вокал The Weeknd болісний і ідеальний над басовою партією, яка звучить так, ніби має душу. Іноді вам не потрібно малювати від руки; трасування виглядає так само добре». Співробітники PopMatters оцінили трек 7,75 з 10: «The Weeknd більше схожий на Майкла Джексона, ніж будь-коли, коли він ковзає до цих високих нот». Ангус Харрісон з Vice сказав: «Я не можу пригадати іншого випадку, коли пісня була б такою нібито невражаючою, але водночас такою спокусливою. Це ніби я закохався в скибочку змащеного маслом білого тосту та склянку апельсинового сквошу. Немає нічого, чого б я не бачив раніше, але я не можу відвести погляд».
У рецензії до Starboy Rolling Stone Мосі Рівз високо оцінив трек, заявивши, що «I Feel It Coming» є перлиною любові до диско на Ібіці…[він] напрочуд сонячний і свіжий". Рецензуючи альбом для Pitchfork, Механ Джаясурія написав, що «обидві спільні роботи з Daft Punk задовольняють, хоча й не є новаторськими», описуючи пісню як "уповільнену версію «Get Lucky». Рецензуючи альбом трек за треком, Крістофер Хутон з The Independent похвалив пісню та сказав: «Трек із Daft Punk спочатку збігається з Майклом Джексоном і Тото на діаграмі Венна, але, що важливо, є збивається з ладу меланхолійною клавіатурною лінією в міксі приспіву. Це точно може стати культовим треком».
Billboard поставив пісню «I Feel It Coming» на дев'яте місце у своєму списку «100 найкращих пісень 2017 року»: «Жвавий сингл дозволив The Weeknd направити свій внутрішній MJ за допомогою його шепітного воркування, відійшовши від свого звичайного меланхолійного звуку в пошуках чогось більш підбадьорливого. Запис, натхненний 80-ми, дав надію закоханим, які прагнули більшого від стосунків: „Лише простий дотик, і це звільнить вас. Нам не потрібно поспішати, коли ти зі мною наодинці“. З Daft Punk, який забезпечував жагучий, але виразно танцювальний ритм, Ейбел пройшов шлях до серця кожного нового романтика в 2017 році».

## Успішність пісні у чартах
15 квітня 2017 року пісня посіла четверте місце в чарті Billboard Hot 100. Станом на квітень 2022 року «I Feel It Coming» було продано 6 000 000 примірників у Сполучених Штатах, отримавши сертифікат 6× Platinum.

## Музичне відео
Прем'єра музичного кліпу на пісню «I Feel It Coming», режисера Воррена Фу, відбулася 9 березня 2017 року на каналі Vevo Weeknd. Станом на червень 2022 року його кількість переглядів на YouTube перевищила 1 мільярд. Відео було зроблено з наміром виглядати так, ніби воно було передано відзнятим матеріалом, і схоже відредаговано на Betacam SP, як і більшість музичних відео — до епохи цифрового форматування. Доказом цього є невелика загальна м'якість зображення та краї, коли зображення переходить у чорні смуги. Відео демонструє зустріч Weeknd із «зірковою дівчиною», яку зображує Кіко Мізухара, на скелястій безплідній планеті у відкритому космосі, яка схожа на Марс. У відео також є поява Daft Punk після закінчення пісні.

## Чарти
| Чарт (2016—2021)                                                                | Пікова сходинка |
| ------------------------------------------------------------------------------- | --------------- |
| Argentina (Monitor Latino)                                                      | 4               |
| Австралія (ARIA)                                                                | 7               |
| Австрія (Ö3 Austria Top 75)                                                     | 23              |
| Бельгія (Ultratop Flanders)                                                     | 3               |
| Бельгія (Ultratop Wallonia)                                                     | 3               |
| Канада (Canadian Hot 100)                                                       | 10              |
| Канада (AC) (Billboard)                                                         | 4               |
| Канада (CHR/Top 40) (Billboard)                                                 | 2               |
| Канада (Hot AC) (Billboard)                                                     | 3               |
| Colombia (National-Report)                                                      | 42              |
| Croatia (HRT)                                                                   | 40              |
| Чехія (IFPI)                                                                    | 12              |
| Чехія (Singles Digitál Top 100)                                                 | 5               |
| Данія (Tracklisten)                                                             | 6               |
| Ecuador (National-Report)                                                       | 9               |
| Європа (Euro Digital Songs)                                                     | 7               |
| Фінляндія (Suomen virallinen lista)                                             | 11              |
| Франція (SNEP)                                                                  | 1               |
| Німеччина (Media Control AG)                                                    | 29              |
| Billboard Global 200                                                            | 75              |
| Угорщина (Dance Top 40)                                                         | 37              |
| Угорщина (Rádiós Top 40)YEAR AND WEEK MANDATORY FIELDS FOR HUNGARIAN CHARTS     | 10              |
| Угорщина (Single Top 40)                                                        | 4               |
| Угорщина (Stream Top 40)                                                        | 8               |
| Ірландія (IRMA)                                                                 | 9               |
| Ізраїль (Media Forest)YEAR AND WEEK MANDATORY FIELDS FOR ISRAELI AIRPLAY CHARTS | 2               |
| Італія (FIMI)                                                                   | 13              |
| Японія (Japan Hot 100)                                                          | 63              |
| Lebanon (OLT20)                                                                 | 8               |
| Mexico Airplay (Billboard)                                                      | 7               |
| Нідерланди (Dutch Top 40)                                                       | 3               |
| Нідерланди (Mega Single Top 100)                                                | 4               |
| Нова Зеландія (RIANZ)                                                           | 7               |
| Норвегія (VG-lista)                                                             | 5               |
| Paraguay (Monitor Latino)                                                       | 6               |
| ПОМИЛКА: НЕ ВКАЗАНО ПАРАМЕТР chartid У ПОЛЬСЬКОМУ ЧАРТІ                         | 3               |
| Португалія (AFP)                                                                | 2               |
| Romania (Airplay 100)                                                           | 26              |
| Russia Airplay (Tophit)                                                         | 14              |
| Шотландія (Official Charts Company)                                             | 17              |
| Словаччина (IFPI)                                                               | 9               |
| Словаччина (Singles Digitál Top 100)                                            | 5               |
| Slovenia (SloTop50)                                                             | 13              |
| Іспанія (PROMUSICAE)                                                            | 6               |
| Швеція (Sverigetopplistan)                                                      | 5               |
| Швейцарія (Media Control AG)                                                    | 7               |
| Велика Британія (Official Charts Company)                                       | 9               |
| Uruguay (Monitor Latino)                                                        | 11              |
| США (Billboard Hot 100)                                                         | 4               |
| США (Adult Contemporary) (Billboard)                                            | 20              |
| США (Adult Top 40) (Billboard)                                                  | 12              |
| США (Hot Dance Club Songs) (Billboard)                                          | 12              |
| США (Hot Dance Airplay) (Billboard)                                             | 9               |
| США (Hot R&B/Hip-Hop Songs) (Billboard)                                         | 2               |
| США (Mainstream Top 40) (Billboard)                                             | 3               |
| США (R&B/Hip-Hop Airplay) (Billboard)                                           | 31              |
| США (Rhythmic) (Billboard)                                                      | 6               |

| Чарт (2016)                | Сходинка |
| -------------------------- | -------- |
| Hungary (Stream Top 40)    | 76       |
| Netherlands (Dutch Top 40) | 97       |

| Чарт (2017)                           | Сходинка |
| ------------------------------------- | -------- |
| Argentina (Monitor Latino)            | 4        |
| Australia (ARIA)                      | 39       |
| Belgium (Ultratop Flanders)           | 12       |
| Belgium (Ultratop Wallonia)           | 5        |
| Canada (Canadian Hot 100)             | 23       |
| CIS (Tophit)                          | 80       |
| Denmark (Tracklisten)                 | 20       |
| France (SNEP)                         | 12       |
| Hungary (Rádiós Top 40)               | 47       |
| Hungary (Single Top 40)               | 25       |
| Hungary (Stream Top 40)               | 54       |
| Iceland (Plötutíðindi)                | 3        |
| Israel (Media Forest)                 | 3        |
| Italy (FIMI)                          | 56       |
| Netherlands (Dutch Top 40)            | 47       |
| Netherlands (Single Top 100)          | 52       |
| New Zealand (Recorded Music NZ)       | 37       |
| Poland (Polish Airplay Top 100)       | 29       |
| Romania (Airplay 100)                 | 73       |
| Russia Airplay (Tophit)               | 77       |
| Spain (PROMUSICAE)                    | 72       |
| Sweden (Sverigetopplistan)            | 53       |
| Switzerland (Schweizer Hitparade)     | 27       |
| UK Singles (OCC)                      | 66       |
| US Billboard Hot 100                  | 34       |
| US Adult Contemporary (Billboard)     | 43       |
| US Adult Top 40 (Billboard)           | 32       |
| US Dance/Mix Show Airplay (Billboard) | 32       |
| US Hot R&B/Hip-Hop Songs (Billboard)  | 17       |
| US Mainstream Top 40 (Billboard)      | 17       |
| US Rhythmic (Billboard)               | 34       |

| Чарт (2018)                | Сходинка |
| -------------------------- | -------- |
| Argentina (Monitor Latino) | 84       |

## Історія випуску
| Регіон          | Дата                   | Формат                 | Етикетки      | Ref.    |
| --------------- | ---------------------- | ---------------------- | ------------- | ------- |
| Весь Світ       | 18 листопада 2016 р.   | Цифрове завантаження   | XO            | [ 100 ] |
| Велика Британія | 24 листопада 2016 року | Сучасне радіо хіт      | XO            | [ 101 ] |
| Сполучені Штати | 6 грудня 2016 року     | Ритмічний контемпорарі | XO            | [ 102 ] |
| Італія          | 9 грудня 2016 року     | Сучасне радіо хіт      | Універсальний | [ 103 ] |
| Сполучені Штати | 3 січня 2017 року      | Сучасне радіо хіт      | XO            | [ 104 ] |

## Нотатки
1. ↑  Release as a promotional single.